# Camptochaete excavata
Camptochaete excavata là một loài Rêu trong họ Lembophyllaceae. Loài này được (Taylor) A. Jaeger mô tả khoa học đầu tiên năm 1877.